# Marcus Ulpius Yarhai
Marcus Ulpius Yarhai (palmyrenisch: mrqws ʾlpys yrhy; altgriechisch Μᾶρκος Οὔλπιος Ἰαραιος) war ein Karawanenführer aus Palmyra. Er ist von einer Reihe von Inschriften bekannt, die sein Wirken von etwa 155 bis 159 n. Chr. belegen. Sein Vater war ein gewisser Hairan, Sohn des Abgar. Seine überlieferten Inschriften stammen meist von Statuensockeln und sind zweisprachig (griechisch und palmyrenisch) abgefasst. Demnach waren von ihm mindestens 12 Statuen in Palmyra aufgestellt. Seine Karawanen führten nach Charax Spasinu und Skythien (damit ist eine Region in Indien, an der Mündung des Indus gemeint, deren Name von dem Indo-Skythischem Königreich stammt). Die Inschriften belegen die wichtige Rolle Palmyras im Ost-West-Handel.